# Camp de concentration de Sisak
Le camp de concentration de  Sisak  (Koncentracioni logor Sisak, Концентрациони логор Сисак) était un camp de concentration dirigé par les croates pendant la Seconde Guerre mondiale à Sisak, une ville à environ 100 kilomètres au sud-est de la capitale Zagreb.
Les internés étaient principalement des enfants serbes, Juifs, Roms et Sinti âgés entre 3 et 16 ans. Ils sont logés dans des étables abandonnées et souffrent de la malnutrition et de la dysenterie ce qui compromet leur état de santé. Ils sont nourris quotidiennement avec une mince portion de gruau et traités horriblement par les gardes oustachis.
Le camp est ouvert le 12 juillet 1942. Il est un camp satellite du camp de concentration de Jasenovac,  l'un des 40 camps de l'État indépendant de Croatie (NDH) dirigé par les fascistes croates oustachi. 
Officiellement, la détention de ces enfants a pour objectif leur "ré-éducation" en captivité, mais le camp servit dans une large mesure au génocide des Serbes, Juifs et tsiganes. Le taux de mortalité dans le camp était extrêmement élevé. Souvent, les enfants ne reçoivent aucune nourriture pendant des jours et parfois les Oustachis empoisonnent la nourriture avec de l’hydroxyde de sodium. 
Chaque jour, entre 30 et 40 enfants meurent.
Les parents des enfants sont internés dans le camp de concentration de Jasenovac ou mis au travail forcé en Allemagne.
La structure principale de l'ancien camp de concentration, un bâtiment de quatre étages, est maintenant une discothèque.